# ألان بومونت
ألان بومونت (بالإنجليزية: Alan Beaumont)‏ (9 يناير 1927 بليفربول في المملكة المتحدة - 1999) هو لاعب كرة قدم بريطاني في مركز نصف الجناح. لعب مع نادي تشستر سيتي وNew Brighton A.F.C. ‏ وSouth Liverpool F.C. ‏.